# Cillene (Elide)
Cilene (in greco antico: Κυλλήνη?) era una città dell'antica Grecia ubicata nell'Elide.

## Storia
Omero non la cita nel catalogo delle navi dell'Iliade ma in un passaggio del poema cita un capo degli epeos che chiama "Oto cilenio" si presume per il fatto che fosse originario della città di Cillene.
Nel VII secolo a.C., dopo la seconda guerra messenica, Cillene fu il luogo dove si concentrarono i Messeni che vennero esiliati, prima di partire per l'Italia e la Sicilia con l'intenzione di fondare delle colonie greche.
Nel 435 a.C. la città venne incendiata dai Corciri come rappresaglia per aver dato navi e denaro a Corinto. Successivamente è citata in varie fasi della guerra del Peloponneso come base navale dell'esercito spartano.

## Localizzazione e luogo di culto
Strabone dice che era un porto dell'Elide, a 120 stadi dalla città Elis ed era situata tra capo Quelonatas e le foci dei fiumi Peneo e Seleente, nelle vicinanze di un'altura chiamata Hirmina dove doveva trovarsi la città omonima che all'epoca non esisteva più. Il geografo riferisce che vi era una statua di avorio di Asclepio realizzata dallo scultore Kolotes allievo di Fidia. Pausania concorda con Strabone sulla distanza tra Cillene e Elis ed aggiunge che oltre al santuario di Asclepio ve ne era un altro dedicato ad Afrodite e che la statua più venerata era un Ermes rappresentato su un'erma fallica.
Non si conosce l'esatta localizzazione ma si suppone dovesse essere ubicata a circa 20 km ad ovest di Elis, presso l'attuale città di Kyllini.